# Trans-X
Trans-X – kanadyjski zespół muzyczny założony w latach 80. XX wieku, grający dance. Jego największy przebój to „Living On Video”. Liderem zespołu jest Pascal Languirand. Nazwa zespołu pochodzi od utworu niemieckiego zespołu Kraftwerk „Trans Europa Express”.

## Historia
Grupa Trans-X powstała zaraz po nagraniu swojej pierwszej piosenki „Living On Video”. Piosenka „Living On Video” inspirowana była filmem Tron. Na utworze obok Pascala Languiranda zaśpiewała Laurie Gill. Utwór początkowo był przebojem tylko w Kanadzie, jednak szybko trafił do dyskotek na całym świecie. Singel „Living On Video” sprzedał się w nakładzie 2,5 mln egzemplarzy.
Kolejny przebój, „Message on the Radio”, nie zdobył takiej samej popularności co „Living On Video”. W 1983 roku zespół wydał singel „3-D Dance” oraz longplay Message on the Radio. Laurie Gill odeszła z zespołu krótko po wydaniu „3-D Dance”.
W 1986 roku Languirand zawiesił zespół w wyniku bardzo słabej sprzedaży albumu Living On Video. Po kilku latach Pascal Languirand wrócił jako artysta solowy.
W 1995 roku doszło do reaktywacji Trans-X. W 2001 roku ukazał się album 010101. W 2006 roku ukazał się singel „Living On Video 2K6”.

## Dyskografia

### Albumy
- Message on the Radio (1983)
- Living On Video (1983)
- On My Own (1988)
- Trans-X xcess (1995)
- 010101 (2001)
- The Drag-Matic Album (2003)
- Hi-NRG Album (2012)

### Single
- „Living On Video” (1981)
- „Message On The Radio” (1982)
- „3-D Dance” (1983)
- „Vivre Sur Vidéo” (1983)
- „Living On Video” (1985) – remiks
- „Ich Liebe Dich (I Love You)” (1986)
- „Monkey Dance” (1986)
- „Maria” (1988)
- „Funkytown/Living On Video” (1991)
- „Video Killed The Radio Star/Living On Video” (1991)
- „A New Life On Video” (1995)
- „To Be... Or Not To Be” (1995)
- „Living On Video 2K6” (2006)